# Krigskorset (Norge)
Krigskorset är en norsk militär tapperhetsmedalj som står högre i rang än alla andra ordnar och medaljer i Norge. 
Krigskorset blev instiftat 1941 för att belöna de som utmärkt sig speciellt under andra världskriget, med personlig tapperhet eller föredömlig ledning i strid eller stridsliknande situation.

## Bakgrund
Medaljen blev fram till 1949 utdelad efter insatser under kriget 1940 till 1945. Utdelningen gjorde därefter ett uppehåll fram tills den 26 juni 2009 då det bestämdes att utdelning av Krigskorset skulle återupptas, både för insatser under andra världskriget och för senare väpnade konflikter som Norges militär deltagit i. Krigskorset kan tilldelas både norska och utländska medborgare, och var (2013) sammanlagt utdelad till 283 personer samt 7 franska fanor och banér. Utmärkelsen blir tilldelad av kungen i statsråd. 
Utmärkelsens namn motsvarar det som getts liknande militära dekorationer i andra länder, bland annat i Croix de Guerre i Frankrike, Belgien, Luxemburg, samt Krigskorsen i Grekland och Tjeckoslovakien. Dessa krigskors blev instiftade i samband med första eller andra världskriget.